# تنش برشی

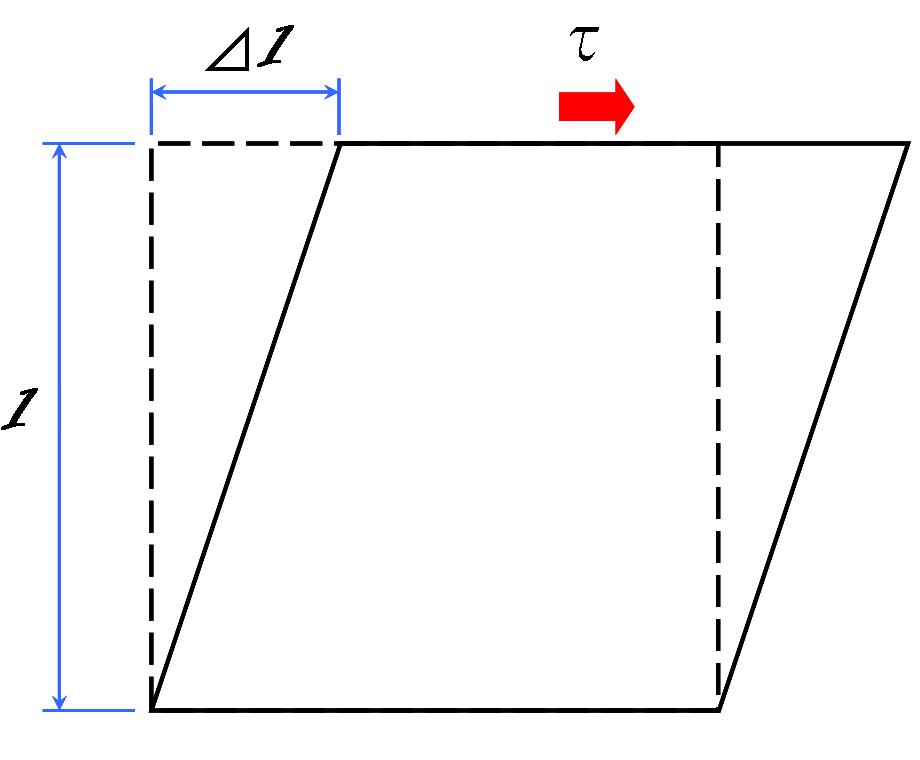
تنش برشی ، به قسمت بالایی مربعی که از پایین نگه داشته شده‌است، اعمال می‌شود. این تنش باعث ایجاد کرنش یا تغییر شکل در مربع شده و آن را تبدیل به یک متوازی‌الاضلاع می‌کند. سطح درگیر، بخش بالایی متوازی‌الاضلاع خواهد بود.

تنش برشی عبارت است از مؤلفه‌ای از تنش که بر سطح مقطع یک جسم اعمال می‌شود. تنش برشی از بردار نیروی عمود بر بردار نرمال سطح مقطع ناشی می‌شود. از سوی دیگر، تنش نرمال نیز از بردار نیروی موازی یا ناموازی نرمال سطح مقطع جسم به وجود می‌آید. تنش برشی را به اختصار با {\displaystyle \tau \,} نمایش می‌دهند.

## تنش برشی عمومی
معادلهٔ محاسبهٔ تنش برشی میانگین عبارت است از:
{\displaystyle \tau ={F \over A}}
{\displaystyle \tau } = تنش برشی؛
F = نیروی وارد شده؛
A = مساحت سطح مقطع جسم که موازی است با جهت بردار نیروی وارد شده.

## حالت‌های دیگر تنش برشی

### برش در تیر
برش در تیر عبارت است از تنش برشی داخلی یک تیر که از نیروی برشی وارد شده بر تیر ناشی می‌شود.
{\displaystyle \tau ={VQ \over It}}
V = نیروی برشی کلی؛
Q = گشتاور استاتیک سطح(لنگر اول سطح)؛
t = ضخامت جسم، در جهت عمود بر برش
I = ممان اینرسی سطح مقطع کل
این رابطه، با عنوان معادلهٔ جوراوسکی نیز شناخته می‌شود.

### برش ضربه‌ای
تنش برشی در سیالات نیرویی است که سیال به دیواره کانال یا مخزن وارد میکند